# Silent Hunter 4: Wolves of the Pacific
Silent Hunter 4: Wolves of the Pacific est une simulation de sous-marin développée par Ubisoft Romania et éditée par Ubisoft, sortie en 2007 sur Windows.

## Système de jeu
Le jeu place le joueur au contrôle d'un sous-marin américain sur le théâtre Pacifique de la Seconde Guerre mondiale de 1941 à 1945.
Plusieurs modes de jeu sont proposés au joueur, telle qu'une campagne, des escarmouches en solo et le mode multijoueur qui permet de jouer jusqu'à 8 en ligne.

## Sous-marins jouables
- Classe S (US Navy) ;
- Classe Porpoise (US Navy) ;
- Classe Salmon (US Navy) ;
- Classe Sargo (US Navy) ;
- Classe Tambor (US Navy) ;
- Classe Gato (US Navy) ;
- Classe Balao (US Navy) ;

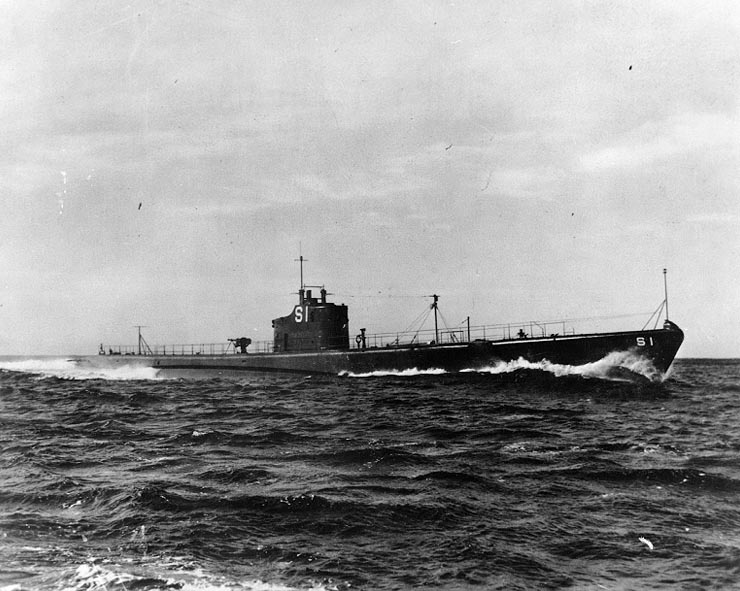
Sous-marin de classe Salmon de la United States Navy.

- Unterseeboot type IX (Allemagne, extension U-Boat Missions)
- Unterseeboot type XVIII (Allemagne, extension U-Boat Missions)

## Réception
Le jeu a notamment reçu des commentaires positifs de la part des critiques, et ce en dépit d'une variété de bugs présents qui seront corrigés dans les patchs. Le patch v1.4 est sorti en 2008.

## Extension
U-Boat Missions, traitant de la campagne des U-Boote allemands dans l'Océan Indien, est sorti en 2008, proposant de nouveaux sous-marins et une carte de navigation améliorée.
L'extension comprend le patch v1.5